# Агастьямалай
Агастьямалай (малаял. അഗസ്ത്യകൂടം; там. அகத்தியர் மலை) — гора в Южной Индии.
Высота над уровнем моря — 1864 м. Гора расположена в штате Керала у границы с Тамилнадом южнее Кардамоновых гор.
На склонах горы находятся истоки рек Карамана и Тамбрапарни.
Название вершины означает «холм (гора) Агастьи», который, по местным поверьям, и принёс оттуда тамилам их язык. Гора имеет сакральное значение у местных индуистов.
Вокруг горы образован биосферный заповедник Агастьямалай с редкими представителями флоры и фауны.